# Huciska (polana)
Huciska lub Huty – polana reglowa w Dolinie Chochołowskiej w Tatrach Zachodnich. Położona jest po wschodniej stronie Chochołowskiego Potoku, na wypłaszczeniu, na wysokości 980–1050 m n.p.m. Nazwa polany pochodzi od istniejącej tutaj w dawnych czasach kopalni i huty rud żelaza. Rozszerzenie doliny tworzące polanę utworzone zostało w miękkich, czerwonych łupkach górnego triasu.
W stokach wznoszącej się nad polaną Klinowej Czuby w kopalni zwanej Huciańskie Banie, na przełomie XVIII i XIX wieku z czerwonych wapieni jury reglowej wydobywano rudy kwarcowo-hematytowe z domieszką węglanów i pirytów. Wożono stąd rudę żelaza do huty w Kuźnicach tzw. Drogą pod Reglami. O istnieniu huty świadczy zapisek z 1657 r. W 1793 r. kopalnię odwiedził Baltazar Hacquet. W XIX wieku z uwagi na nierentowność w całych Tatrach zaprzestano wydobycia rud.
Polana znajduje się na dość urodzajnych aluwiach naniesionych przez potok spływający z Kamiennego Żlebu. Ciągnie się wzdłuż tego potoku we wschodnim kierunku od drogi biegnącej Doliną Chochołowską. W przeszłości polana była intensywnie użytkowana pastersko, obecnie odbywa się na niej wypas kulturowy. Według danych z dzieła „Pasterstwo Tatr Polskich i Podhala” (t. VI – mapa) w 1956 r. na polanie znajdowały się 4 zabudowania pasterskie. Inwentaryzacja przeprowadzona w 1975 r. już ich nie wykazała.
W istniejących tu w przeszłości szałasach ukrywali się zbójnicy; w 1809 roku stoczyli potyczkę, w której zwycięsko odparli siły austriackie wzmocnione strażą obywatelską. Istniejący przy drodze krzyż ufundował w 1932 r. Andrzej Wróbel z Cichego. Przed wojną od 1936 r. istniało na polanie prywatne schronisko gazdy z Ratułowa, tzw. schronisko Bukowskich. Zostało spalone przez Niemców w styczniu 1945 r. – jego fundamenty czasem mylnie brane są za pozostałości zakładu hutniczego.
Do 1997 na polanie znajdował się parking dla samochodów. Decyzją właścicieli terenu – Wspólnoty Leśnej Uprawnionych Ośmiu Wsi – ograniczono wjazd samochodów tylko do Siwej Polany. Obecnie polana Huciska jest końcową stacją kolejki turystycznej „Rakoń”, dowożącej turystów z Siwej Polany. Mieści się też tutaj pośredni punkt wypożyczalni rowerów, którymi można dojechać do leśniczówki TPN. Na polanie znajduje się bacówka oraz stoły i ławki dla turystów.
Z rzadkich w Polsce gatunków roślin stwierdzono występowanie turzycy dwupiennej i złoci małej.

## Szlaki turystyczne
Siwa Polana – Huciska – Polana Chochołowska. Czas przejścia z parkingu na Siwej Polanie do schroniska na Polanie Chochołowskiej: 2:10 h, ↓ 1:45 h.

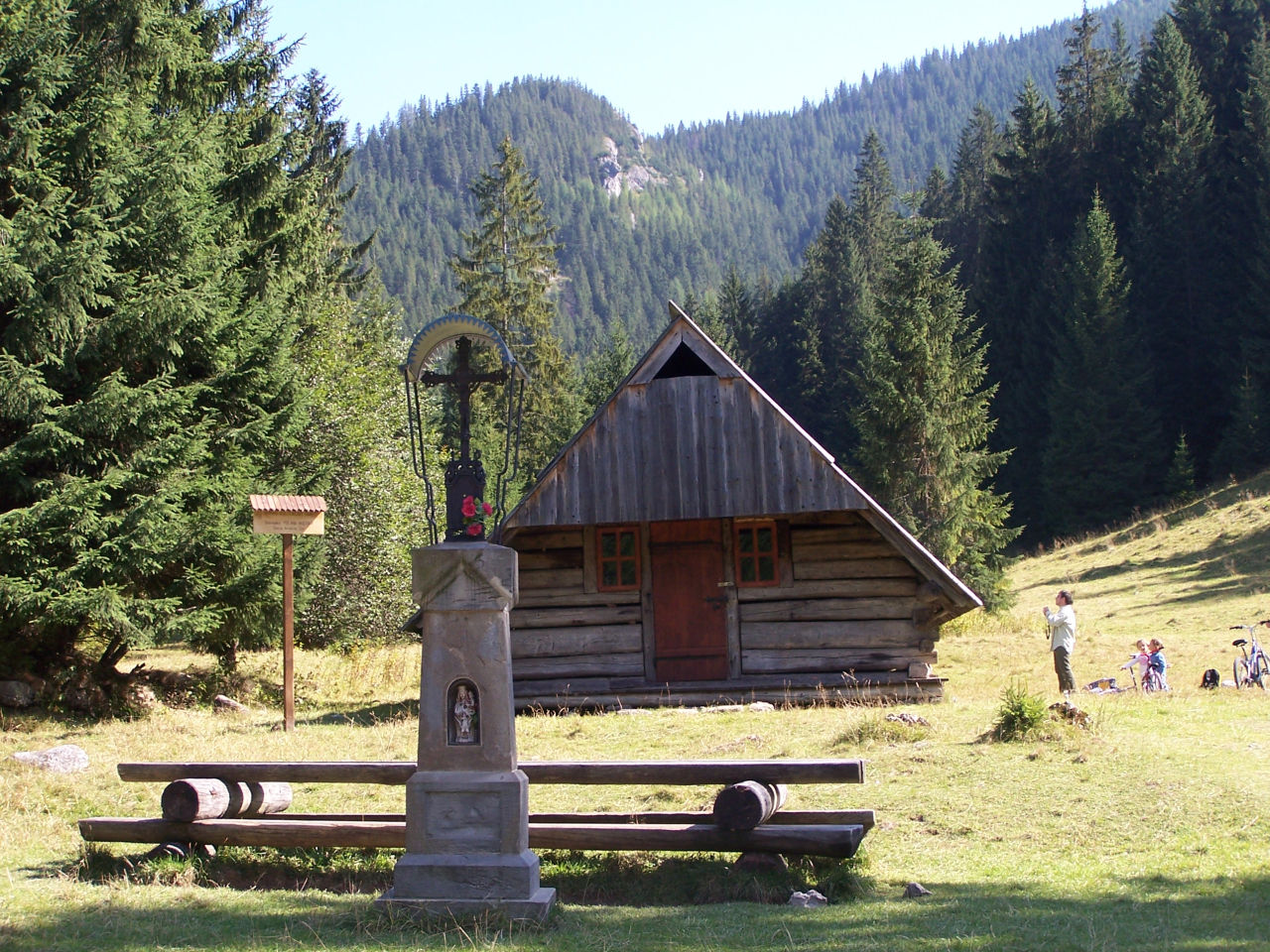
Krzyż i szałas na polanie Huciska
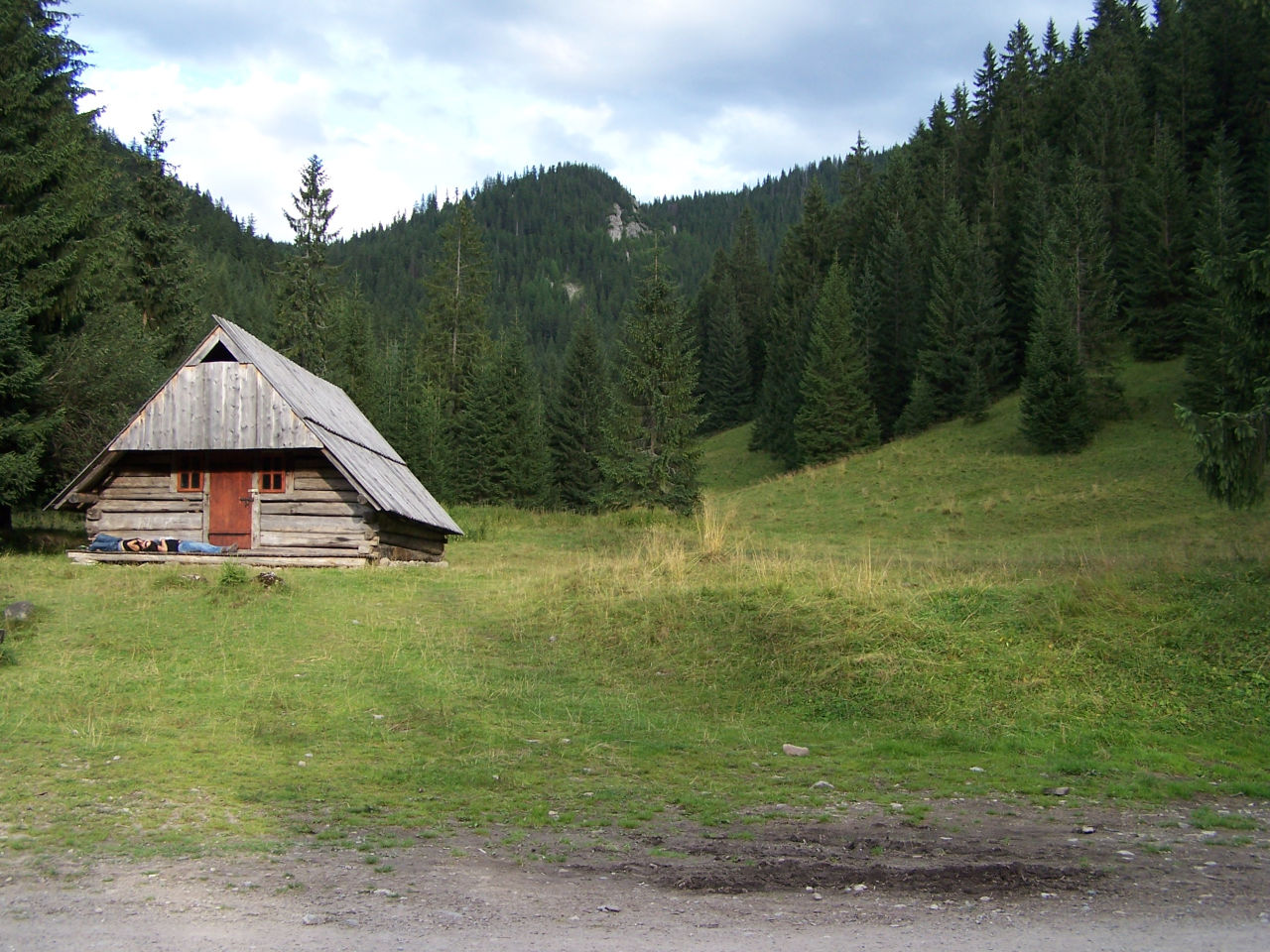
Szałas na polanie Huciska
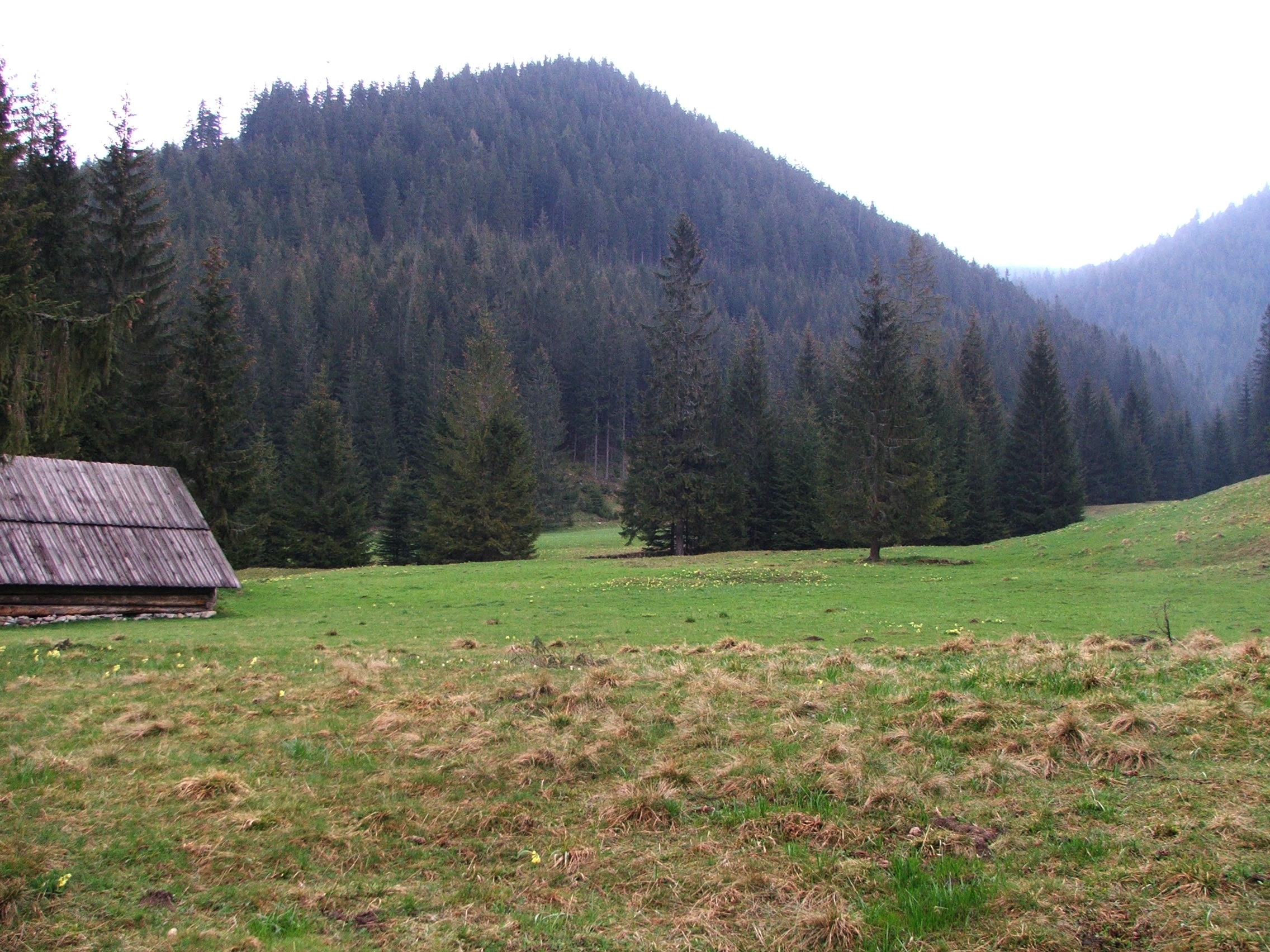
Polana Huciska